# How Dare You!
How Dare You! er det fjerde studiealbum fra den britiske popgruppe 10cc. Det er ofte blevet kaldt 10cc's bedste album.[kilde mangler] Albummet nåede #5 på de engelske hitlister og #47 på de amerikanske.

## Numre
1. "How Dare You!"
2. "Lazy Ways"
3. "I Wanna Rule The World"
4. "I'm Mandy Fly Me"
5. "Iceberg"
6. "Art For Art's Sake"
7. "Rock 'N' Roll Lullaby"
8. "Head Room"
9. "Don't Hang Up"
10. "Get It While You Can" (ekstra)

## Instrumentering
- Eric Stewart: Vokal, bas, guitar, klaver
- Graham Gouldman: Vokal, bas, guitar
- Lol Creme: Vokal, guitar, organ, klaver, percussion
- Kevin Godley: Vokal, trommer, percussion